# Tord Gudmestad
Tord Gudmestad (født 8. maj 2001 i Nærbø) er en cykelrytter fra Norge, der er på kontrakt hos Fejl i Modul:Cykelhold: Wikidata-entitet ikke angivet.. Han er tvillingebror til håndboldspiller Angunn Gudmestad.